# Rancho Mirage Challenger 1999
Il Rancho Mirage Challenger 1999 è stato un torneo di tennis facente parte della categoria ATP Challenger Series nell'ambito dell'ATP Challenger Series 1999. Il torneo si è giocato a Rancho Mirage negli Stati Uniti dal 15 al 21 novembre 1999 su campi in cemento.

## Vincitori

### Singolare
Bob Bryan ha battuto in finale  Jeff Coetzee con il punteggio di 7–5, 7–5

### Doppio
Thomas Shimada /  Myles Wakefield hanno battuto in finale  Mike Bryan /  Bob Bryan con il punteggio di 6–3, 6–3